# Jüdischer Friedhof (Augny)

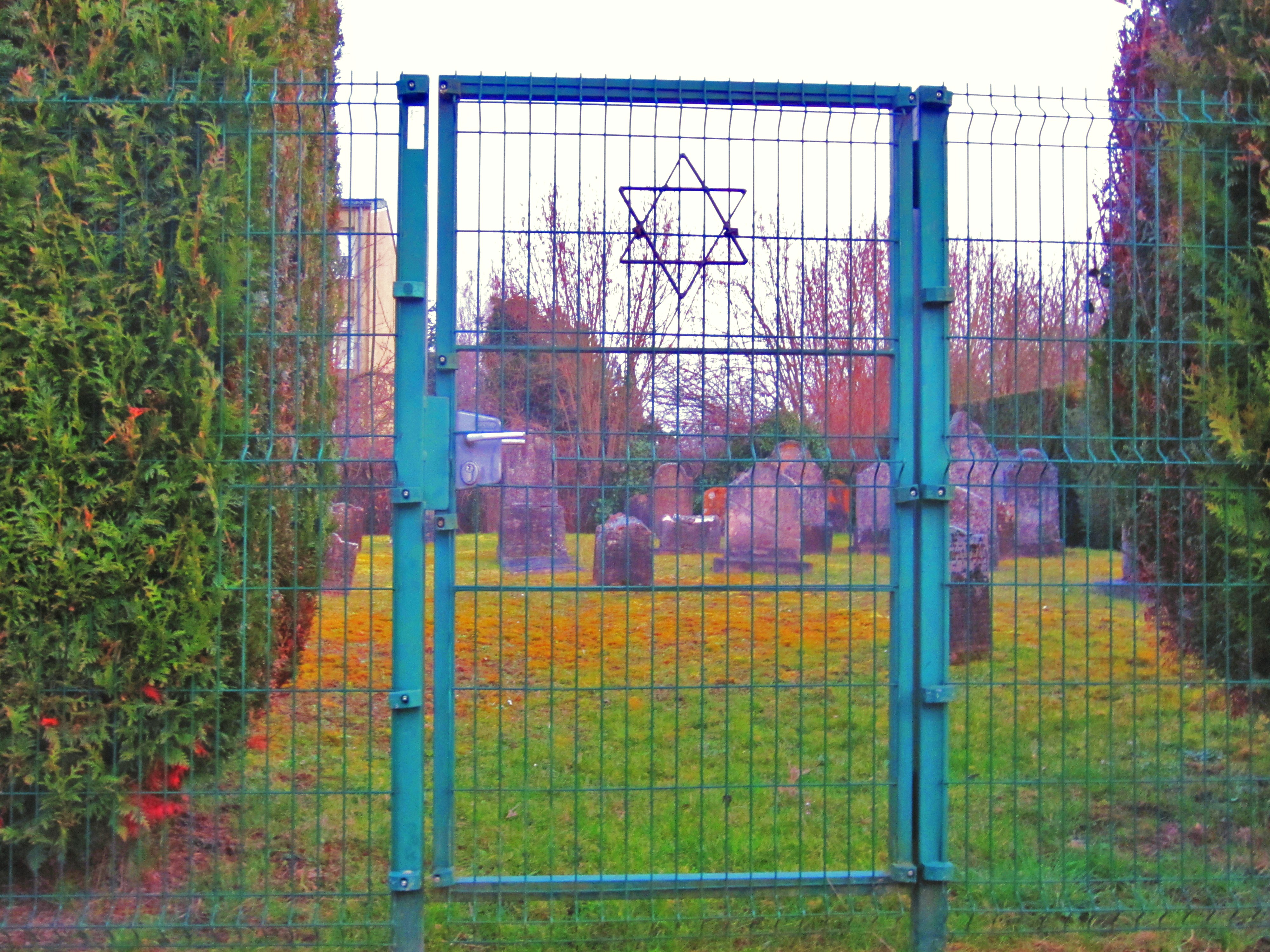
Eingang zum jüdischen Friedhof in Augny

Der Jüdische Friedhof in Augny, einer französischen Gemeinde im Département Moselle in der historischen Region Lothringen, wurde 1850 angelegt. Der jüdische Friedhof befindet sich in der Ruelle du cimetière des juifs. Die Inschriften auf den Grabsteinen (Mazevot) sind von der Witterung nahezu unlesbar geworden.